# Мохамад Мохеби
Мохамад Али Мохеби (на персийски: محمد محبی‎)  (роден на 20 декември 1998 г.) в Бушер, Иран)  е ирански футболист полузащитник , състезател на руския Ростов и Националния отбор на Иран. Участник в Купата на Азия през 2023 година, автор на първия гол в 1/4 финала срещу Япония при победата с 2:1.

### Успехи
Отборни
 Естеглал (Техеран)
- Суперупа на Иран
  - Носител (1): 2022

 Иран
- Купа на нациите на Централна Азия
  - Шампион (1): 2023